# Charanyca fasciata
Charanyca fasciata là một loài bướm đêm trong họ Noctuidae.